# Serving GPRS Support Node
SGSN är en förkortning av Serving GPRS Support Node, och är en slags televäxel som används inom datakommunikation för mobiltelefoni. Den är en del av ett GPRS-nätverk och används för att koppla fram datatrafik för både GSM- och UMTS/3G-mobiler. Datatrafiken kan bestå av många olika tjänster, till exempel WAP, internet och mms.
SGSN tar hand om mobilitet och autentisering av terminalen (mobiltelefon eller datakort), samt är ofta kopplad till teleoperatörens betalningssystem.